# Kolektor słoneczny
Kolektor słoneczny – urządzenie do konwersji energii promieniowania słonecznego na ciepło. Energia słoneczna docierająca do kolektora zamieniana jest na energię cieplną nośnika ciepła, którym może być ciecz (glikol, woda) lub gaz (np. powietrze).

## Podział
Kolektory można podzielić na:
- płaskie:
  - cieczowe,
  - gazowe,
  - dwufazowe,
- płaskie próżniowe,

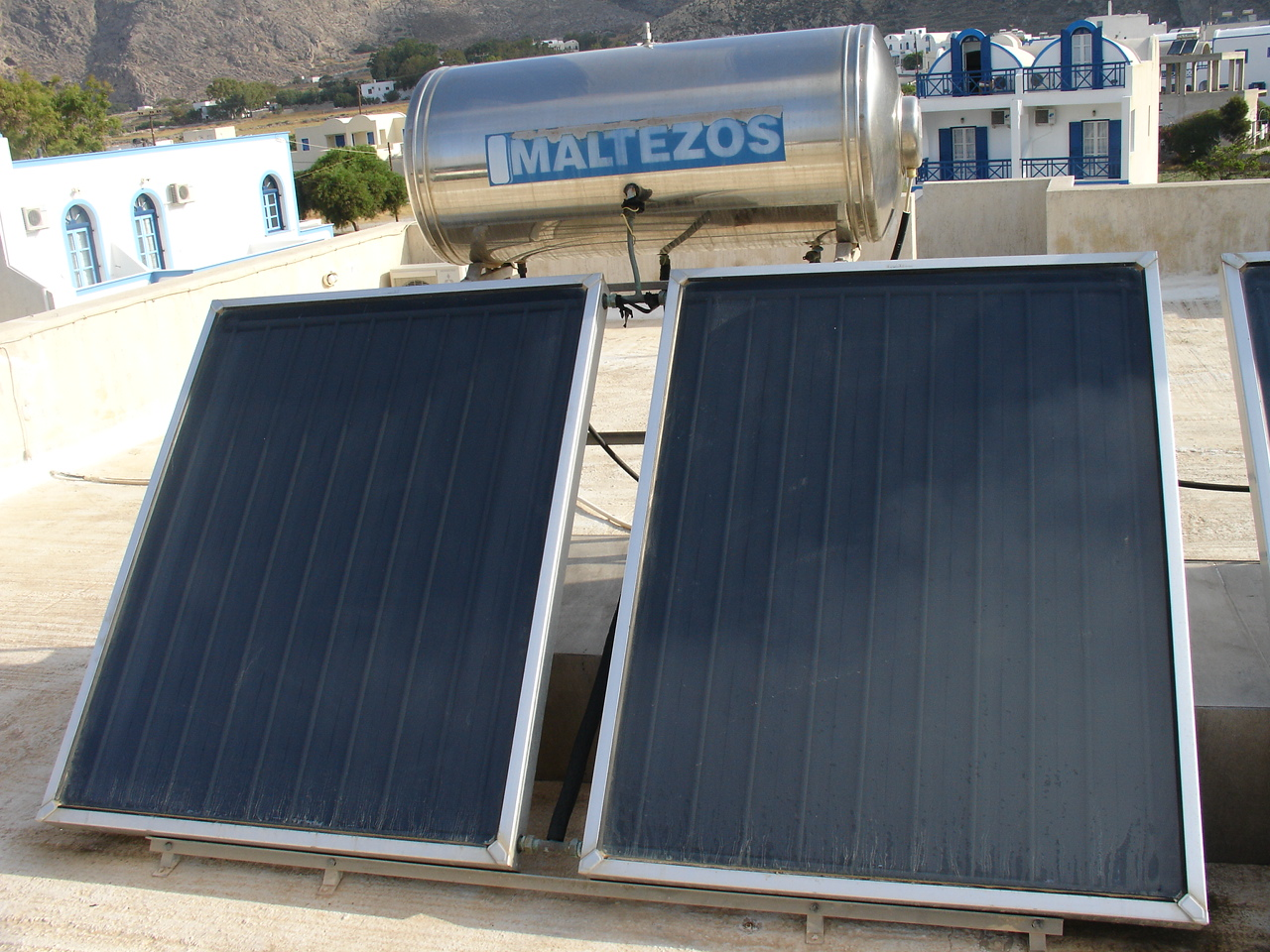
Kolektor płaski ze zbiornikiem do ciepłej wody na dachu domu

Schemat kolektora płaskiego

- próżniowo-rurowe (nazywane też próżniowymi, w których rolę izolacji spełniają próżniowe rury),
- skupiające (prawie zawsze cieczowe),
- specjalne (np. okno termiczne, izolacja transparentna).

## Kolektor płaski
Kolektor płaski składa się z:
- przezroczystego pokrycia (najczęściej ze szkła strukturalnego)
- absorbera (najczęściej blachy miedzianej pokrytej powłoką selektywną),
- wymiennika ciepła (najczęściej rurki miedziane przylutowane do absorbera),
- izolacji (przeważnie wełna mineralna).

Większość kolektorów płaskich może być stosowana ponad 25 lat. Podstawowym zastosowaniem tej technologii jest montowanie jej w budynkach mieszkalnych, w których zapotrzebowanie na ciepłą wodę ma duży wpływ na rachunki za energię. Technologia może być również wykorzystywana do ogrzewania pomieszczeń, szczególnie jeśli budynek znajduje się poza siecią lub jeśli występują przerwy w dostawach energii.

## Kolektor próżniowo-rurowy

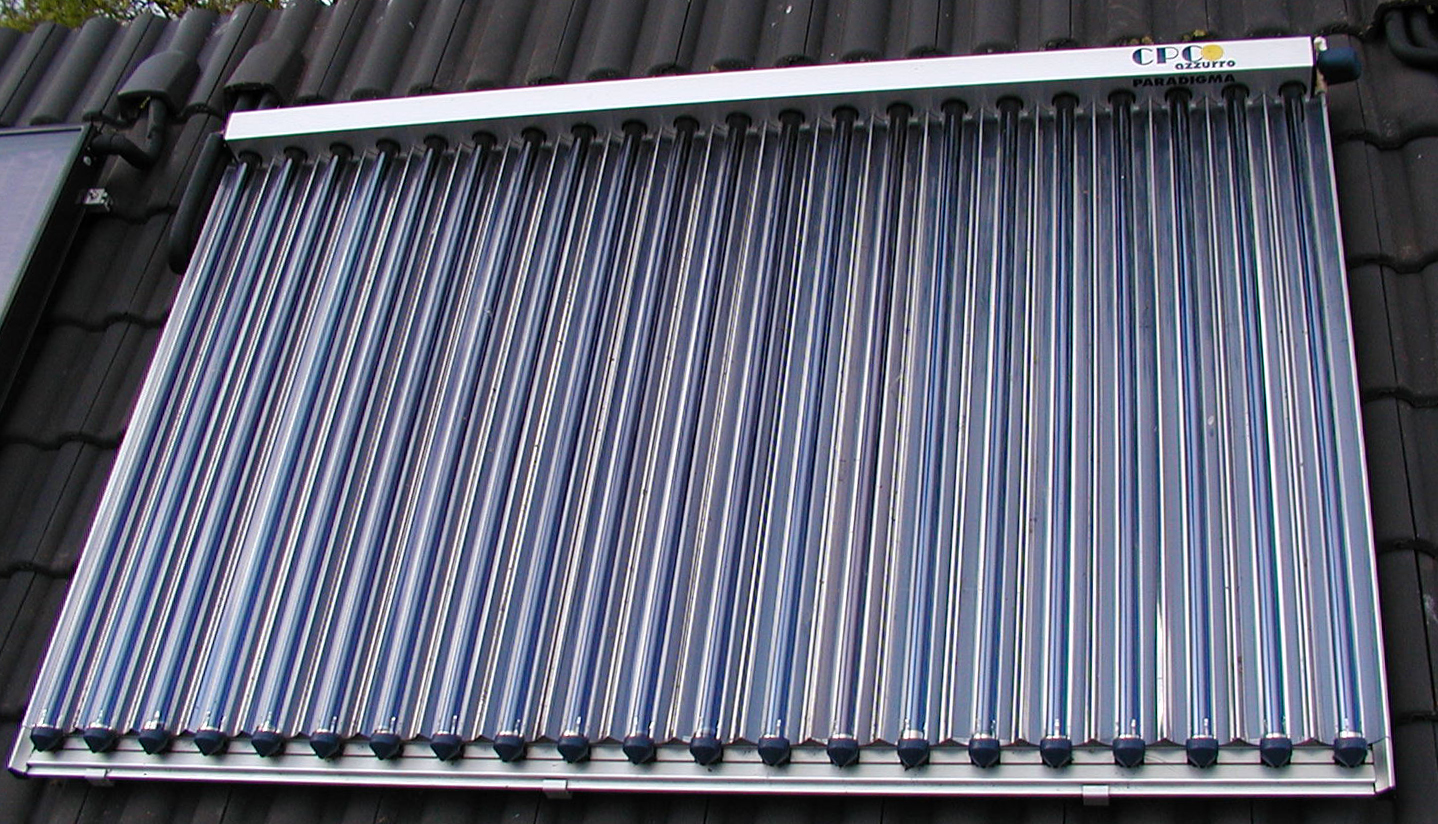
Kolektor próżniowy ze zwierciadłem doświetlającym

Kolektor próżniowo-rurowy składa się z:
- rur próżniowych, w których element zbierający ciepło, tzw. absorber, znajduje się w próżni, co znacznie poprawia działanie kolektora w obrębie szerokości geograficznych takich, na jakich znajduje się Polska. Absorpcja ciepła słonecznego nie jest wówczas uzależniona w tak znaczącym stopniu od temperatury zewnętrznej, dzięki czemu stosując panel tego typu można liczyć na zyski ciepła w instalacji nawet w mroźne zimowe słoneczne dni,
- niektóre z kolektorów posiadają zwierciadło, dodatkowo doświetlające absorber ze strony odsłonecznej. Jest ono wykonane poza rurkami, bądź naniesione na rurkę próżniową w postaci lustra, w zależności od producenta.

Większość kolektorów próżniowych może być stosowana ponad 20 lat. Kolektory próżniowo-rurowe mają nieco większą wydajność niż kolektory płaskie, ale technologia wykonania sprawia, że ich instalacja jest rozwiązaniem droższym. Kolektory tego typu są również mniej wytrzymałe np. na grad, a także zimą, gdy spadnie na nie śnieg, nie ma możliwości zastosowania tak zwanego obiegu odwróconego w celu rozmrożenia kolektora i usunięcia z nich śniegu (takie rozwiązanie jest w kolektorach płaskich).
Kolektory słoneczne płaskie i próżniowe są w stanie dostarczyć do ok. 60% ciepła potrzebnego do ogrzewania wody użytkowej w ciągu roku. Kolektory próżniowe wymagają jednak mniejszej powierzchni zabudowy, ten sam efekt wydajności cieplnej jak dla kolektorów płaskich o powierzchni, przykładowo 5 m² uzyska się z kolektora próżniowego o powierzchni
3 m².

## Kolektory skupiające

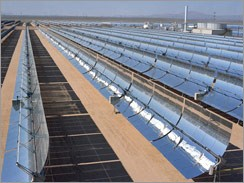
Kolektory skupiające

W kolektorach skupiających promienie słoneczne są odbijane w kierunku absorbera, będącego jednocześnie wymiennikiem ciepła. Jednak celność zwierciadeł jest uzależniona od kierunku padania promieni słonecznych, co w praktyce oznacza, że aby utrzymać wysoką sprawność przez cały dzień, kolektor musi poruszać się zgodnie z pozornym ruchem słońca, co znacznie zwiększa koszty budowy i utrzymania takiego kolektora.

## Sprawność kolektora

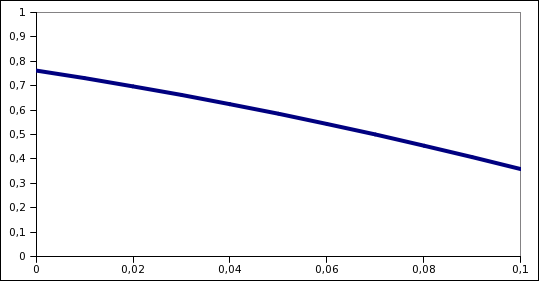
Zależność pomiędzy zredukowaną różnicą temperatur a sprawnością

Sprawność kolektora to stosunek energii odebranej przez czynnik roboczy do ilości promieniowania docierającego do kolektora. Sprawność kolektora płaskiego może spadać wraz ze wzrostem różnicy temperatur pomiędzy czynnikiem roboczym a otoczeniem.
Wykres obok przedstawia zależność pomiędzy zredukowaną różnicą temperatur (różnica średniej temperatury czynnika i temperatury otoczenia podzielona przez gęstość promieniowania słonecznego) a sprawnością kolektora płaskiego.
Zastosowanie zestawu solarnego wraz z dodatkowym źródłem ciepła, np. z instalacją LPG, pozwala na uniezależnienie się od warunków pogodowych, szczególnie zimą kiedy okres grzewczy rozmija się z okresem największego nasłonecznienia (około 80% całorocznej energii przypada na okres półrocza letniego – od kwietnia do września). W przypadku braku dopływu promieni słonecznych do ogrzewania domu i podgrzewania ciepłej wody wykorzystywany jest gaz płynny, co zapobiega ryzyku braku energii zimą lub w czasie pochmurnych dni. Rozwiązania tego typu mogą być stosowane w budynkach już istniejących lub dopiero budowanych.

## Popularne zastosowania

Schemat prostej instalacji do podgrzewania cwu.
1. Kolektor słoneczny
2. Sterowanie pompą obiegu przez różnicę temperatur pomiędzy 1 i 5
3. Pompa obiegowa
4. Zbiornik przeponowy
5. Zbiornik na wodę z dwóch wymienników ciepła
6. Inne źródła ogrzewania (kocioł, pompa ciepła itp.)

Kolektory słoneczne najpowszechniej wykorzystywane są do:
- podgrzewania wody użytkowej,
- podgrzewania wody basenowej,
- wspomagania centralnego ogrzewania,
- chłodzenia budynków,
- ciepła technologicznego.

Do celów tych służą cieczowe kolektory płaskie i próżniowe. Schemat prostej instalacji do podgrzewania ciepłej wody użytkowej zawiera:
1. kolektory słoneczne (w domkach jednorodzinnych od jednego do czterech),
2. regulator (uruchamiający pompę obiegu gdy zaistnieje odpowiednia różnica temperatur pomiędzy wyjściem z kolektora a zbiornikiem),
3. pompę,
4. naczynie przeponowe (kompensujące rozszerzalność temperaturową czynnika),
5. zbiornik magazynujący ciepłą wodę użytkową, z dwiema wężownicami lub płaszczami grzejnymi (dolna zasilana czynnikiem z kolektorów słonecznych, górna innym źródłem ciepła),
6. inne źródło ciepła (kocioł, pompa ciepła, kominek z płaszczem wodnym).